# 愛と死の絶唱
『愛と死の絶唱』（あいとしのぜっしょう）は、1979年4月17日から同年7月17日まで日本テレビ系列の「火曜劇場」（毎週火曜22時 - 22時54分 UTC）の枠で放映されたテレビドラマ。

## 概要
西村寿行の小説『安楽死』を原作にして脚色。原作の男性主人公を女性主人公に置き換え、ラブロマンスを織り込んでドラマ化した。
32歳の草丘冴子は幼くして両親を失い、弟の圭介を自分の手で育てながら独力で薬科大学を卒業、東京の製薬会社の薬品販売員をしている。亡き父の友人である沖が院長を務める総合病院の内科医・川野とは結婚を前提としての交際をしていた。ある日、冴子は会社の接待旅行で川野や看護婦の葉子、菅谷、沖総合病院の関係者と弟の圭介を連れて石垣島にやって来た。そして警視庁捜査一課の刑事の鳴海剛も、この二日前に里帰りした妻のしのぶを追って石垣島入りしていた。鳴海はこの数日前に、急性リンパ性白血病に悩むあまり手首を切って自殺しようとしていた圭介を救っていた。冴子の一行は島に着いた翌日、スキューバダイビングを楽しんでいる中で、海底で溺死している道子を発見する。そして鳴海は、冴子に殺人の疑いをかけて追うようになる…。冴子と鳴海の立場を越えた愛、そして冴子が白血病の圭介の安楽死を認めようとする姉弟愛を、周囲の醜い人間関係を絡めてサスペンスタッチで描いた。

## キャスト
- 草丘冴子：大原麗子
- 鳴海剛：田村正和
- 草丘圭介：金田賢一
- 鳴海しのぶ：佐藤友美
- 沖院長：岡田英次
- 菅谷：中尾彬
- 川野：大出俊
- 登美江：南田洋子
- 朋子：森下愛子
- 沖ゆかり（沖の娘）：桂木文
- 看護婦・葉子：浅野真弓
- 道子：二宮さよ子
  - 川野と深い関係にあった女。第1話で溺死。
- 光子：高尾美有紀
  - ６年前の天竜峡転落死事件で死亡した男の娘。
- 川野の母：磯村千花子
- 永瀬：織本順吉

## スタッフ
- 原作：西村寿行（『安楽死』より）
- 企画：山本時雄
- 脚本：高岡尚平 （全話担当）
- 演出：佐光千尋（第1話 - 6話、第11話 - 13話）、水島総（第7話 - 10話）
- 音楽：小野崎孝輔
- 題字：矢萩春恵
- 制作：国際放映、日本テレビ

## 主題歌・挿入歌
- 主題歌「夢ゆらり」（歌：髙橋真梨子）
  - 作詞：福永史／作曲・編曲：クニ河内

- 挿入歌「誕生日」（歌：髙橋真梨子）
  - 作詞・作曲・編曲：クニ河内